# Oleksiy Bielik
Oleksiy Hrihórovich Bielik (Donetsk, Ucrania, 15 de febrero de 1981), futbolista ucraniano. Juega de delantero y su actual equipo es el Desna Pogreby de Ucrania.

## Selección nacional
Ha sido internacional con la selección de fútbol de Ucrania, ha jugado 19 partidos internacionales y ha anotado cinco goles.

### Participaciones en Copas del Mundo
| Mundial                        | Sede     | Resultado        |
| ------------------------------ | -------- | ---------------- |
| Copa Mundial de Fútbol de 2006 | Alemania | Cuartos de final |

## Clubes
| Club                     | País     | Año       |
| ------------------------ | -------- | --------- |
| Shajtar Donetsk          | Ucrania  | 1999-2008 |
| VfL Bochum (cedido)      | Alemania | 2008      |
| FC Dnipro Dnipropetrovsk | Ucrania  | 2008-2011 |
| FC Metalurh Zaporizhya   | Ucrania  | 2011-2012 |
| Desna Pogreby            | Ucrania  | 2017-     |

## Palmarés

### Campeonatos nacionales
| Título                  | Club            | País    | Año  |
| ----------------------- | --------------- | ------- | ---- |
| Copa de Ucrania         | Shajtar Donetsk | Ucrania | 2001 |
| Liga Premier de Ucrania | Shajtar Donetsk | Ucrania | 2002 |
| Copa de Ucrania         | Shajtar Donetsk | Ucrania | 2002 |
| Copa de Ucrania         | Shajtar Donetsk | Ucrania | 2004 |
| Liga Premier de Ucrania | Shajtar Donetsk | Ucrania | 2005 |
| Liga Premier de Ucrania | Shajtar Donetsk | Ucrania | 2006 |